# ФК Дожа МАДИС

ФК Дожа МАДИС (мађ. Dózsa MaDISz Torna Egylet), је био мађарски фудбалски клуб . Седиште клуба је било у Будимпешти, Мађарска. Боје клуба су љубичаста и бела.

## Историјат клуба
Клуб је основан 1945. године а угашен 1948. године. Дебитовао је у елитној мађарској лиги у сезони 1945/46. Првенство је завршио на четрнаестом месту и испао из лиге. 

## Историјат имена
- 1945–1946: Будимпешта IX округ Дожа − МаДИС IX. ker. Dózsa MaDISz
- 1946–1948: СК Партизан Будимпешта − Budapesti Partizán Sport Club
- 1948: угашен

## Достигнућа
- Прва лига Мађарске у фудбалу:
  - 12. место (1) :1945/46.
- Друга лига Мађарске у фудбалу:
  - шампион (1) :1945.